# シャマル・ニコルソン
シャマル・アマロ・ニコルソン（Shamar Amaro Nicholson, 1997年3月16日 - ）は、ジャマイカ・キングストン出身のサッカー選手。ジャマイカ代表。ポジションはフォワード。

## 経歴
2015年にレアル・ソルトレイクのトライアルを受けるが、ユースから所属していたボーイズ・タウンFCでプロデビューした。
2017年9月、NKドムジャレに加入した。
2019年8月、シャルルロワSCと4年契約を結んだ。
2021年12月21日、FCスパルタク・モスクワと4年半契約を結んだ。
2023年9月、クレルモン・フットにレンタル移籍した。

### 代表歴
2017年2月にジャマイカ代表デビュー。

## タイトル
スパルタク・モスクワ
- ロシア・カップ: 2021-22